# Shannara
Shannara ist ein Computerspiel des US-amerikanischen Spieleentwicklers Legend Entertainment. Das Adventure beruht auf dem Shannara-Zyklus des US-amerikanischen Fantasy-Autors Terry Brooks. Es erschien 1995 für Personal Computer mit dem Betriebssystem MS-DOS.

## Handlung
Shannara spielt in den Four Lands, der postapokalyptischen Fantasy-Welt der Romanvorlage. Shea Ohmsford aus der Region Shady Vale hatte einst mit Hilfe des legendären „Sword of Shannara“ (Schwert von Shannara) den bösen Zauberer Brona besiegt und lebt mittlerweile als Gastwirt im Örtchen Shady Vale ein friedliches Leben. Bronas Geist wurde jedoch beschworen und sucht sich an jenen zu rächen, die sich ihm einst entgegenstellten. Dafür stellte er eine Armee aus Monstern zusammen und zieht nun gegen Shady Vale und das benachbarte Leah. Der Spieler übernimmt die Rolle von Jak, Shea Ohmsfords Sohn. Letzterer sieht in Jak seinen Nachfolger als Gastwirt, doch der Junge möchte lieber Abenteuer erleben.
Der Druide Allanon, ein alter Freund von Shea, trifft außerhalb von Shady Vale auf Jak und unterrichtet diesen über die drohende Gefahr. Während Allanon Shea warnen und ihn zur Organisation der Verteidigung von Shady Vale drängen will, soll Jak den Fürsten Menion von Leah warnen. Von diesem erhält er den Auftrag, das „Sword of Shannara“ in der nordwestlich gelegenen Festung Tyrsis zu suchen, da nur mit Hilfe dieses Schwertes Brona Einhalt geboten werden kann. Zur Seite steht Jak fortan Shella, Menions Tochter, die ihn begleitet. Jak findet das Schwert, es ist jedoch zerstört und muss mit Hilfe von vier Artefakten magisch aufgeladen werden, um es verwenden zu können. Diese Artefakte sind über die vier verfeindeten Reiche (Four Lands) der Elfen, Gnome, Menschen und Zwerge verteilt, und Jak muss die Rassen für den Kampf gegen Brona vereinen, um die Artefakte erlangen und Brona schlussendlich besiegen zu können. 

## Spielprinzip und Technik
Shannara ist ein 2D-Point-and-Click-Adventure. Es markiert insofern einen Übergang vom in den 1980er-Jahren üblichen Textadventure hin zum Grafikadventure, als das Spielgeschehen textlich dargestellt und durch Grafiken lediglich untermalt wird. Der größte Teil des Bildschirms wird durch handgezeichnete, zum Teil animierte Bilder in SVGA-Auflösung belegt, die die jeweiligen Örtlichkeiten der Spielwelt illustrieren. Sie stellen das Geschehen aus der Egoperspektive dar, d. h. der Spieler selbst ist nicht zu sehen. Das Spielgeschehen wird in einem Textfenster beschrieben. Am unteren und rechten Bildschirmrand sind Bedienelemente sowie das Inventar des Spielers angeordnet. Die Interaktion mit der Spielwelt findet mit Hilfe mehrerer dieser Bedienelemente statt: Der Spieler wählt durch Anklicken ein Objekt im Hauptfenster oder im Inventar aus, woraufhin kontextsensitiv Befehle zur Auswahl gestellt werden, um das Objekt anzuwenden. Gegebenenfalls ist die Auswahl eines weiteren Objekts notwendig, das so mit dem ersten Objekt kombiniert zur Anwendung kommt. Die Navigation erfolgt, indem der Spieler die Spielfigur über eine zweidimensionale Landkarte der Spielwelt manövriert. Zwischensequenzen, die oft parallel zum Handeln des Spielers stattfindendes Geschehen darstellen, sind in Rendergrafik gehalten. In einem digitalen Tagebuch hält das Spiel das bisher Erlebte fest, so dass der Spieler sich jederzeit einen Überblick über das Geschehen und seine aktuellen Aufgaben verschaffen kann.
Inhaltlich ist Shannara größtenteils linear aufgebaut. Die Spielwelt ist in Lokalitäten unterteilt, die es in einer festen Reihenfolge zu erkunden gilt und die jeweils wenige Räume umfassen. An jedem Ort sind Aufgaben zu erledigen und Rätsel zu lösen, bevor der Spieler zum nächsten Ort reisen kann. Eine Rückkehr an bereits besuchte Orte findet nicht statt.
Shannara enthält mehrere Rollenspiel-Elemente. Zum einen schließen sich dem Spieler im Verlauf des Spiels fünf NPCs an, so dass sich wie bei Rollenspielen eine Spielergruppe ergibt. Zudem wird das Spiel regelmäßig, insbesondere beim Manövrieren über die Landkarte, durch rundenbasierte Kampfeinlagen unterbrochen, bei denen der Spieler pro Kampfrunde für jedes Mitglied seiner Gruppe eine Aktion auswählt und der Computer dies für den oder die Computergegner tut. Gewonnene Kämpfe haben keine Auswirkungen auf das weitere Spielgeschehen, verlorene Kämpfe können beliebig oft neu begonnen werden. Außerhalb der Kämpfe kann der Spieler, statt Aktionen selbst durchzuführen, diese den NPCs in seiner Gruppe auftragen. Da die Mitglieder der Gruppe unterschiedliche Eigenschaften und Fähigkeiten haben sowie über ein eigenes Inventar verfügen, lassen sich so Aufgaben durch NPCs lösen, die für den Spieler selbst nicht lösbar wären.

## Produktionsnotizen
Anfang der 1990er-Jahre galt Terry Brooks nach J. R. R. Tolkien als die Nummer 2 der Fantasy-Autoren. Legend Entertainment hatte durch die Umsetzung von Romanen von Frederik Pohl als Adventures Erfahrungen gesammelt. Beide Parteien vereinbarten die Produktion eines Adventures, das auf den ersten drei Büchern des Shannara-Zyklus (Das Schwert von Shannara, Die Elfensteine von Shannara und Das Zauberlied von Shannara) basieren sollte. Obwohl Legend Entertainment mit Bob Bates und Steve Meretzky über erfahrene eigene Autoren verfügte, suchte die Firma externe Autoren für die Gestaltung des Skripts. Bates nutzte seine Kontakte zum Ehepaar Corey und Lori Ann Cole, das für Sierra On-Line die Quest-for-Glory-Spiele verantwortet hatte, die genau wie Shannara Adventures mit Rollenspiel-Elementen waren. Die Coles hatten gerade bei Sierra gekündigt, weil die Firma ihnen das geforderte Budget für den geplanten fünften Teil der Serie nicht bereitstellen wollte. Legend engagierte die Coles, und Bob Bates trat als Produzent des Spiels auf und unterstützte die beiden bei der Gestaltung der Rätsel. Inhaltlich ist das Computerspiel zwischen den ersten beiden Büchern der Schwert-von-Shannara-Trilogie angesiedelt. Terry Brooks äußerte sich anfangs besorgt darüber, ob das Skript sich gut in seinen Shannara-Kosmos einfügen würde, zeigte sich aber mit dem Werk der Coles zufrieden.
Der englischsprachigen Erstauflage von Shannara lag der Roman The Sword of Shannara bei. Als einziges Spiel von Legend Entertainment erhielt Shannara eine deutsche Sprachausgabe. Wegen der umfangreichen Lokalisierungsarbeiten erschien es im deutschsprachigen Raum erst mit einem halben Jahr Verspätung. Insgesamt wurden für die deutschsprachige Fassung 20 Sprecher engagiert, die 200.000 Wörter einsprechen mussten.
Die Verkaufszahlen des Spiels waren unbefriedigend, so dass ein angedachtes Nachfolgespiel nicht realisiert wurde.

### Sprecher
| Rolle              | englischer Sprecher | deutscher Sprecher    |
| ------------------ | ------------------- | --------------------- |
| Allanon            | Tom Kane            | Gert Günther Hoffmann |
| Shella             | Johna Stewart       | Yvonne Alefeld        |
| Wächter von Leah   | Ken Mars            | Alexander Schottky    |
| Wandler            | Michael Gough       | Karl Lauber           |
| Diener von Leah    | Jim Piddock         | Rolf D. Busch         |
| Kräuterheiler      | Michael Gough       | Pius Maria Cüppers    |
| Menion von Leah    | Ron Feinberg        | Henrik Helge          |
| Wächter von Tyrsis | Michael Gough       | Dieter Brandecker     |
| Brendel            | Jack Angel          | Bernd Kuschmann       |
| Seneschal          | Tom Kane            | Henrik Helge          |
| Balinor            | Ed Gilbert          | Gerhard Fehn          |
| Brona              | Tom Kane            | Dieter Brandecker     |
| Stenmin            | Ron Feinberg        | Gerhard Fehn          |
| Lessa              | Lori Alan           | Brigitte Strobel      |
| Davio              | Tom Kane            | Walter Gontermann     |
| Arion              | Danny Mann          | Pius Maria Cüppers    |
| Erzähler           | John Rhys-Davies    | Rolf Schult           |

## Rezeption
Shannara erhielt überwiegend positive Bewertungen. Der PC Joker stellte heraus, dass die Story des Spiels so spannend und die Rätsel so logisch und fair seien, dass das Spiel gut von Terry Brooks selbst hätte geschrieben sein können. Redakteur Mick Schnelle lobte „wunderschön gezeichnete SVGA-Bilder nebst eindrucksvollen Rendereinlagen“ sowie eine „gute und immer zu den Charakteren passende Sprachausgabe“. Kritisiert wurde die „popelige“ Landkarte, auf der die Spielergruppe zwischen Landmarken umherreist, sowie das „etwas überholte Handling“, das durch geschicktes Vorausahnen der vom Spieler geplanten Aktionen aber gut funktioniere. PC Player notierte eine komplexe Spielwelt mit komplex angelegten Charakteren und einer glaubwürdigen Geschichte. Das Magazin hob „erfrischend ironische“ Texte, das „leicht antike Spielgefühl“ sowie gleichzeitig logische und relativ schwierige Rätsel positiv hervor, monierte aber wenig atmosphärische Rendersequenzen und die als „Blendwerk“ fungierenden Rollenspielelemente. Das US-Magazin GameSpot lobte „knackige, realistische Grafiken und einen sparsamen, aber kraftvollen Soundtrack“, eine „extrem effektive“ Spieloberfläche sowie die „erfrischenden und gut implementierten“ Rätsel. Negativ herausgestellt wurden die „leblosen“ Kämpfe sowie der Schwierigkeitsgrad der Rätsel – in Summe sei Shannara eher Adventure-Anfängern als -Profis anzuraten. Die deutschsprachige Power Play monierte die altbackene Technik des Spiels, sah jedoch eine „knackige Story (und) knifflige Puzzles“ sowie eine makellose deutsche Lokalisierung. Das Magazin empfahl Shannara wegen der gut zugänglichen Rätsel insbesondere für Genre-Einsteiger.
In einer Retrospektive für das Printmagazin Retro Gamer kritisierte Redakteur Mick Schnelle (der 1996 für den PC Joker gearbeitet hatte) 2015 ein „hässliches“ Intro, das eine „wirre“ Handlung präsentiere. Das Spiel selbst sei aber „herrlich designed“ und verfüge über eine Maßstäbe setzende Story, exzellentes Charakterdesign und schöne Rätsel. Kein anderes ihm bekanntes Spiel stelle eine derart gelungene Transition von einer literarischen Vorlage zu einem Spiel dar. Insbesondere der Charakter der Shella sorge für eine enge Bindung des Spielers an das Spiel, da sie ein „Sympathieknäuel allererster Güte“ sei. Die Bedienung sei außerdem „komfortabel bis ins (sic) letzte Pixel“. Schnelle stellte allerdings heraus, dass das Ehepaar Cole bei der Verschmelzung von Adventure und Rollenspiel „weitgehend versagt“ habe. Das Kampfsystem sei „eine Nullnummer, die wahrscheinlich nur dazu gedient hat, die Marketingabteilung (wegen des Vermarktbarkeit als Genrehybrid) glücklich zu machen“. Kurt Kalata vom US-Retromagazin Hardcore Gaming 101 stellte 2011 heraus, dass Terry Brooks schon 1977 für sein hemmungsloses Plagiieren des Tolkienschen Herrn der Ringe für seine Shannara-Romane kritisiert wurde, dass sich das Computerspiel Shannara eng an den Brooks'schen Kosmos halte und dass das Ergebnis entsprechend klischeehafte Fantasy-Literatur darstelle und mithin etwas fade wirke. Kalata zeigte auch auf, dass Shannara im Gegensatz zu vorherigen Legend-Spielen deutlich weniger Text und Dialoge aufweise, was die Bindung des Spielers an verbündete NPCs schwierig gestalte. Seinem Urteil zufolge schafft das Rollenspielsystem mit der begehbaren Landkarte lediglich eine Illusion von Freiheit, da das Spiel tatsächlich ausgesprochen linear verlaufe und ein Abweichen vom vorgesehenen Pfad entweder in tödliche Kämpfe münde oder der Spieler von den Gruppenmitgliedern sanft in die richtige Richtung gelenkt werde. In Summe sei das Spiel trotz des Mitwirkens der erfahrenen Coles eine Enttäuschung.